# Comtat de la Roche
Pel comtat de la Roche a Lorena, vegeu Comtat de la Roche (Lorena)
El comtat de la Roche fou una jurisdicció feudal de Borgonya, centrada a la Roche-en-Montagne (Rigney).
S'hauria format a l'entorn del castell de la Roche al final del segle XI; Simó es titulava comte en una donació a l'abadia de Lieucroissant, en carta anterior al 1134. Simó va deixar tres fills: Eudes, Simó i Renald.
Eudes és esmentat a la donació anterior al 1134 i en una donació feta ja com a comte el 1134 en presència del seu germà Simó i de la seva esposa Teodorica de Montbéliard. Apareix en una carta del 1173, en què el comte Lluís de Ferrette confirmava donacions a l'abadia de Rosières; torna a ser esmentat en una carta de 6 de setembre de 1178 en un judici de l'emperador Frederic I Barba-roja en favor de l'abadia de Baume-les-Dames; el 1180 donava propietats a l'abadia de Belchamp per l'ànima de la seva muller Ermentruda de Montbéliard (filla de Thierry II comte de Montbéliard (ja consta una donació del 1171 d'un nebot, el comte Amadeu de Montbéliard, per l'ànima de la mateixa Ermentruda).
El juny de 1239 apareix un comte de nom Odó o Eudes, que bescanviava propietat amb l'abadia de Lucelles, amb consentiment de la seva mare "comtessa de la Roche". Les notícies desapareixen el 1245 segurament inclòs en el comtat de Borgonya.